# Notació numèrica de la instrumentació d'una orquestra
La notació numèrica de la instrumentació d'una orquestra s'utilitza per esbossar quins i quants instruments componen una orquestra i està ordenada de la mateixa manera en què aquest ho estan de forma individual en la partitura, llegint de dalt a baix.

## Enfocament general
L'orquestra es divideix en quatre grups i s'especifica de la manera següent:
- Instruments de vent de fusta: flautes, oboès, clarinets, fagots
- Instruments de metall: trompes, trompetes, trombons, tubes
- Timbales, percussió, arpa, piano, etc.
- Secció de corda: violins, violes, violoncels, contrabaixos, freqüentment abreujada en anglès com a 'str', 'strs' o similars.

Les relacions de cada secció individual de la corda s'ha conservat des del període clàssic per raons acústiques, de manera que una petita secció de cordes podria ser de 10/8/6/5/4 (primers violins, segons violins, violes, violoncels, i contrabaixos); es dona un exemple per a una orquestra molt més gran a la taula següent.
Si calen solistes o un cor, les seves peces normalment ses situen entre la percussió/teclats i la corda a la partitura. Tanmateix, en aquesta notació generalment s'ometen.

## Exemples
| Notació                                                                    | Significat | Comentaris |
| -------------------------------------------------------------------------- | --- | --- |
| 2, 2, 2, 2 - 4, 3, 3, 1, timp, str                                         | 2 flautes, 2 oboès, 2 clarinets, 2 fagots - 4 trompes, 3 trompetes, 3 trombons, 1 tuba, timbales, cordes | Una orquestra gran estàndard, sense instruments doblats, alternatius o addicionals. |
| 0, 2, 0, 2 - 2, 2, 0, 0, timp, str                                         | 2 oboès, 2 fagots - 2 trompes, 2 trompetes, timbales, cordes | Una orquestra típica del període clàssic. Els instruments que s'ometen s'especifiquen usant el número "0" (en aquest cas, flautes i clarinets), sense instruments duplicats/alternatius/addicionals.                          |
| 3+picc, 3+cor ang, 3+bass, 3+contra - 4, 4, 3+bass, 1, timp, 16/14/12/10/8 | 3 flautes més piccolo (flautí), 3 oboès més corn anglès (sense doblar), 3 clarinets més clarinet baix (sense doblar), 3 fagots més contrafagot (sense doblar) - 4 trompes, 4 trompetes, 3 trombons més el trombó baix (sense doblar), 1 tuba, 1 timbala - 16 primers violins, 14 segons violins, 12 violes, 10 violoncels, 8 contrabaixos | Es pot donar un nombre diferent de cada part de les cordes. Aquesta es tracta d'una orquestra del període romàntic amb una secció de vent i corda molt gran, amb un nombre de cordes expressament explícit.2222-4231-12-0-str |
| 2222-4231-12-1-str                                                         | 2 flautes, 2 oboès, 2 clarinets, 2 fagots - 4 trompes, 2 trompetes, 3 trombons, 1 tuba, timbales, percussió (2 músics), 1 arpa, cordes | |